# 에우통 다 시우바 아루다
에우통 다 시우바 아루다(포르투갈어: Helton da Silva Arruda, 1978년 5월 18일, 상곤살루~ )는 브라질의 전직 축구 선수로, 포지션은 골키퍼였다. FC 포르투의 주장이었다.

## 클럽 경력

### CR 바스쿠 다 가마
리우데자네이루주의 상곤살루 출신으로, 에우통은 CR 바스쿠 다 가마의 유스 시스템을 거쳤다. 그는 2000년에 메르코수르 컵과 브라질 리그를 우승하며 주목을 얻었다.

### UD 레이리아
2002년, 바스쿠 다 가마와의 계약이 만료된 에우통은 포르투갈 리가에 속해 있는 UD 레이리아와 계약하였다. 2004-05 시즌 종료 후, 세 시즌 중 두 시즌을 주전으로 활약한 뒤, 그는 FC 포르투와 계약하였다.

### FC 포르투
에우통은 FC 포르투 이적 초기에 벤치에만 앉아 있었다. 포르투의 전설 비토르 바이아는 그가 주전 자리를 차지하는 것을 막았다. 하지만, 에우통은 네덜란드인 감독 코 아드리안제가 취임하자 바이아를 2006년 1월 15일 CF 에스트렐라 다 아마도라전에서의 실수로 인한 패배를 야기한 뒤 퇴출시켰다.
초기에 팬들의 인기 골키퍼 바이아에 대한 잔혹한 대우에 대하여 비난하였고, 이에 대하여 에우통이 주전 자리를 차지할 자격과 신뢰할 가치가 있다고 해명하였다. 그는 리그+컵 더블을 첫 시즌에 달성하였다.
에우통은 그 후로도 논란의 여지가 없는 주전으로 자리잡았으며, 리그 4연패의 1등공신이 되었다. 하지만, 2008-09시즌의 포르투갈 컵에서는 누노 에스피리투 산투를 이용하여 우승하였고, 그는 벤치에 머물렀다.
에우통은 또다시 이어진 두 시즌간 포르투의 주전 골키퍼였다. 49 리그 경기에 출장하여 6개의 주요 타이틀을 획득하였다. 2011년 5월 18일, 그는 33번째 생일을 UEFA 유로파리그 결승전에서 SC 브라가를 상대로 무실점을 하여 1-0 승리를 공헌하며 자축하였다.

## 국가대표 경력
1997년 FIFA 세계 청소년 축구 선수권 대회 이후, 에우통은 2000년 하계 올림픽의 축구팀으로 참가하였다. 그는 8강에서 카메룬에 패해 탈락하기 전까지 4경기 모두 출장하였다.
에우통은 2006년 10월에 처음으로 브라질 국가대표에 처음으로 차출되었다. 쿠웨이트의 알 쿠에이트 카이판을 상대로 2006년 10월 7일에 데뷔한 그는 같은 해 11월 15일에 스위스를 상대로 공식 데뷔전을 치렀다.
그는 2007년 코파 아메리카의 브라질 명단에 포함되어 있었다. 그는 AS 로마 소속의 도니에 밀려 한 경기도 출장하지 못하였다.

## 수상
CR 바스쿠 다 가마
- 브라질 리그: 2000
- 메르소쿠르 컵: 2000
- 과나바라 컵: 2000
- 리우 컵: 2001
- 리우데자네이루 주 리그: 1998

FC 포르투
- UEFA 유로파리그: 2010-11
- 포르투갈 리가: 2005–06, 2006–07, 2007–08, 2008–09, 2010–11
- 포르투갈 컵: 2005–06, 2008–09, 2009–10, 2010–11
- 포르투갈 슈퍼컵: 2006, 2009, 2010

브라질 국가대표
- 코파 아메리카: 2007

개인
- 포르투갈 리가 올해의 골키퍼 상: 2007